# Фельде, Ольга Викторовна
О́льга Ви́кторовна Фе́льде (род. 16 января 1958, пос. Береть, Березовский район, Красноярского края) — российский учёный, доктор филологических наук, профессор.

## Биография
1979 — окончила Красноярский государственный педагогический институт, (специальность — учитель русского языка и литературы).
1987 — защитила диссертацию на соискание ученой степени кандидата филологических наук на тему «Бытовая лексика „Сказания Авраамия Палицына“».
2000 — защитила диссертацию на соискание ученой степени доктора филологических наук на тему «Лексика русской золотопромышленности в аспекте исторического терминоведения русского языка».
С 1991 — руководитель Регионального лингвистического центра Приенисейской Сибири.
С 2003 — член-корреспондент САН ВШ.
С 2007 — член Президиума Красноярского отделения САН ВШ, Член Российского терминологического общества.
С 2011 — член Российской Ассоциации лингвистов-когнитологов.

## Научная и преподавательская деятельность
Автор свыше 200 научных работ, в том числе 12 монографий, 4 словаря, 10 учебных пособий.
Под руководством О. В. Фельде защищено 12 кандидатских диссертаций и 1 докторская диссертация.
Член диссертационного совета Д. 212.088.01 по защите диссертаций на соискание ученой степени доктора филологических наук при Кемеровском государственном университете (приказ Рособрнадзора № 1925—1127 от 08.09.09; приказ Минобрнауки № 714/НК от 02.10.2012 г.) — до 2022 года включительно.
Член совета по защите диссертаций на соискание учёной степени кандидата наук, на соискание учёной степени доктора наук на базе Сибирского федерального университета 24.2.404.11 (приказ Минобрнауки РФ № 1399/нк от 28.10.2022 г.).
Член Координационного совета по вопросам формирования у молодёжи активной гражданской позиции, предупреждения межнациональных и межконфессиональных конфликтов, противодействия идеологии терроризма и профилактики экстремизма Сибирского федерального университета.

## Награды
- 1995 — Отличник народного просвещения. Решение № 109 от 17.05.95 Министерства образования РФ.
- 2001 — Премия им. Д. С. Лоте 2001 года за разработку понятийно-терминологического аппарата исторического терминоведения в книге «Историческое терминоведение в теории и практике». Диплом ДРТО № 27 от 16 июня 2001 г.
- 2001 — Почетная грамота Министерства общего и профессионального образования Российской Федерации.
- 2002 — Благодарность Министерства образования Российской Федерации. Приказ № 3356 от 23.09.2002.
- 2006 — Благодарственное письмо Краевого фонда науки.
- 2008 — Почетная грамота Министерства и образования Российской Федерации. Приказ от 7 апреля 2008 г. № 554/к-н.
- 2009 — Почетная грамота Законодательного собрания Красноярского края.
- 2015 — Благодарственное письмо КРОО СКРСС «Кежемское землячество» за преданность научной традиции и личный вклад в сохранение и изучение нематериального наследия Кежемского района.
- 2017 — Благодарственное письмо Главы Кежемского района за личный вклад в изучение и сохранение нематериального наследия (ангарского говора) Кежемского района и в связи с 90-летним юбилеем Кежемского района (октябрь, 2017 г.).
- 2017 — Почетный работник сферы образования Российской Федерации. Удостоверение № 2634-17/со.
- 2018 — Благодарственное письмо Главы Октябрьского района г. Красноярска.
- 2021 — Благодарственное письмо ГЦНТ «Государственный центр народного творчества Красноярского края» за сотрудничество в популяризации народной культуры Красноярского края.